# Friedrich Nolting
Friedrich Nolting (* 27. Januar 1896 in Kirchderne; † 17. Oktober 1962) war ein deutscher Politiker und Landtagsabgeordneter (FDP).

## Leben und Beruf
Nach dem Besuch der Volksschule und der Realschule absolvierte er eine kaufmännische Ausbildung und war danach als kaufmännischer Angestellter, Geschäftsführer und Prokurist tätig. Mitglied der FDP wurde er 1945. Nolting war in zahlreichen Gremien der FDP vertreten. In Solingen war er Vorsitzender der Deutschen Angestellten-Gewerkschaft. Bis zu seinem Tode war er Vorsitzender des Vorstandes der Deutschen Angestellten-Krankenkasse (DAK), Hamburg.

## Politik
Vom 20. November 1947 bis zum 17. Juni 1950 und vom 16. Dezember 1950 bis zum 4. Juli 1954 war Nolting Mitglied des Landtags des Landes Nordrhein-Westfalen. Er rückte jeweils über die Landesliste seiner Partei nach.